# 穆甘賈山
6°37′31″S 29°23′29″E / 6.625391°S 29.391518°E
穆甘賈山是剛果民主共和國的山脈，位於該國東南部加丹加省，處於卡萊米以南，最高點海拔高度2,000米，估計有約59種黑猩猩在該地區棲息。